# دالي كوين
دالي كوين (بالإنجليزية: Dale Coyne)‏ هو سائق سباق أمريكي، ولد في 8 يوليو 1954 في مينوكا في الولايات المتحدة.

## وصلات خارجية
- دالي كوين على موقع DriverDB.com (الإنجليزية)